# Džao Vušu
Džao Vušu (kitajsko 趙毋卹) s posmrtnim imenom Šjangdzi (襄子) je bil v poznem obdobju pomladi in jeseni  od leta 458 do 425 pr. n. št.  glava družine Džao v državi Džin, * 475 pr. n. št., † 425 pr. n. št.

## Zgodnje življenje
Vušu je bil sin Dija (翟), sužnja vladarja Džjandzija iz Džaa (趙簡子). Zaradi svojih sposobnosti je kljub nizkemu družbenemu položaju pridobil priznanje Gubuja Dzičinga (姑布子卿), svetovalca iz hiše Džao, ki ga je priporočil Džjandziju. Vušu je postopoma postal Džjandzijev najljubši sin.
Džjandzi je nekoč vse svoje sinove obvestil o skritem zakladu, dragocenemu fuju (符, vojaški pečat) na gori Čang (常山, zdaj Heng), in obljubil nagrado tistemu, ki ga najde. Vsi sinovi so se vrnili praznih rok in le Vušu je dojel očetov pravi namen – tamkajšnje ozemlje je bilo odlično izhodišče za vojaški pohod proti državi Dai, ki je veljala za pravo nagrado. Džjandzi  je po tem dogodku Vušuja imenoval za svojega naslednika namesto prejšnjega kandidata Boluja (伯魯).  
Leta 464 pr. n. št. je Dži Jao, vodja klana Dži in vazal države Džin, napadel državo Dženg in Vušu mu je pri tem pomagal. Na pohodu je pijani Dži Jao udaril Vušuja z vrčem, polnim vina. Vušujevi možje so ga zato  nameravali ubiti, vendar jim Vušu tega ni dovolil. Kasneje je Dži Jao prosil Džjandzija, naj Vušuja razdedini, vendar je bil zavrnjen. 

## Glava hiše Džao
Vušu je leta 458 pr. n. št. kot Šjangdzi postal glava družine Džao. Kmalu zatem je povabil svojega svaka in vladarja Daija na banket in ga ukazal ubiti. Njegova soproga je naredila samomor, Šjangdzi pa je začek osvajati Dai in ga po osvojitvi predal Dzidžovu (子周), sinu takrat že pokojnega Boluja. 
Leta 454 pr. n. št. so si hiše Dži, Džao, Han in Vej razdelile ozemlje hiš Fan (范) in Džonghang (中行). To dejanje je razjezilo vojvodo Čuja iz Džina, ki je od držav Či in Lu zahteval, naj kaznujeta pohlepne štiri družine. Štiri hiše so nato v odgovor napadle vojvodo Čuja. Vojvoda je pobegnil v Či in na poti umrl. Dži Jao je za novega vladarja izbral Džiaja (驕), pozneje znanega kot vojvoda Ji iz Džina. Dži Jao je nato zase zahteval ozemlje Džaa, Veja in Hana. Njegovo zahtevo je  zavrnil edino Džao. 
Dži Jao je skupaj s svojima zaveznikoma Hanom in Vejem napovedal vojno državi Džao in oblegal Džinjang (晉陽). Med bitko je Šjangdzi poslal v Han in Vej svojega prvega ministra Džang Menga (張孟), ki je obe državi uspešno prepričal, da sta prestopili na Džaovo stran. Po vojni je bila hiša Dži uničena, Džao pa je postal najmočnejša hiša v Džinu. 
Šjangdzi je umrl po 33 letih vladanja. Nasledil ga je  Dzidžovov sin Huan (浣), kasneje znan kot markiz Šjan iz Džaa (趙獻侯).

## Sklic
1. ↑  君所以置毋卹，為能忍。」

## Vir
- Zapisi velikega zgodovinarja, 43. poglavje.